# Výhonky v parku
Výhonky v parku, nazývané také Politický poutač,[zdroj?] je exteriérová ocelová plastika. Nachází se v severní části parku Na Solidaritě v městské části Strašnice v Praze 10 v geomorfologickém celku Pražská plošina.

## Historie a popis díla
Výhonky v parku vznikly svařováním ocelových dílů a to pravděpodobně v roce 1975 a nebo nejpozději v roce 1981. Autor netradičního abstraktního díla s rostlinným motivem je pravděpodobně neznámý a nebo je jím Pavel Vilímek. Na louce, na širokém dlážděném kvádrovém soklu je umístěna plastika, která představuje tři mladé výhonky rostlin. Plastika také může souviset s abstraktním ztvárněním politického poselství.[nenalezeno v uvedeném zdroji]

## Další informace
Dílo je celoročně volně přístupné.

## Galerie

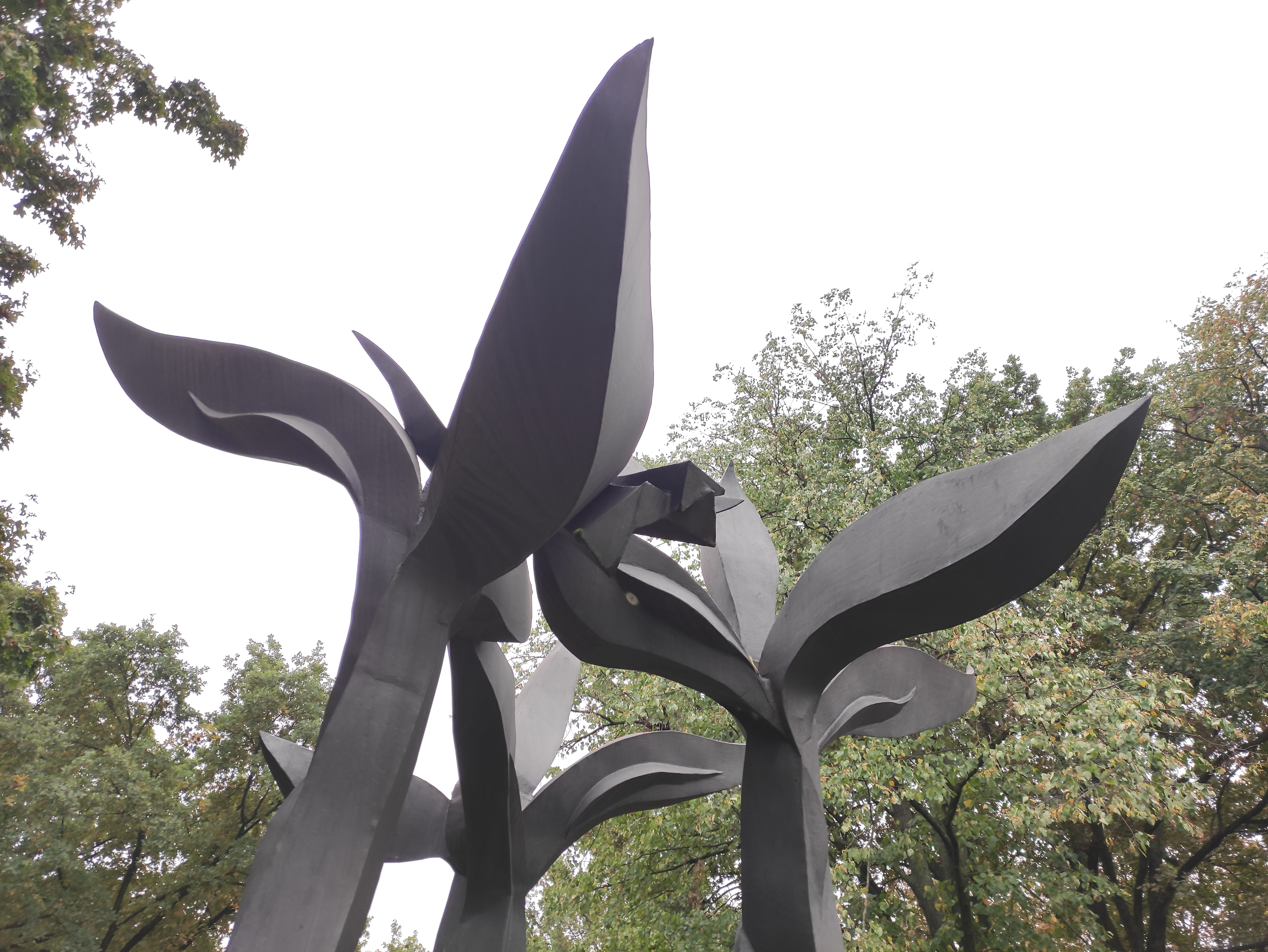
Detail horní části
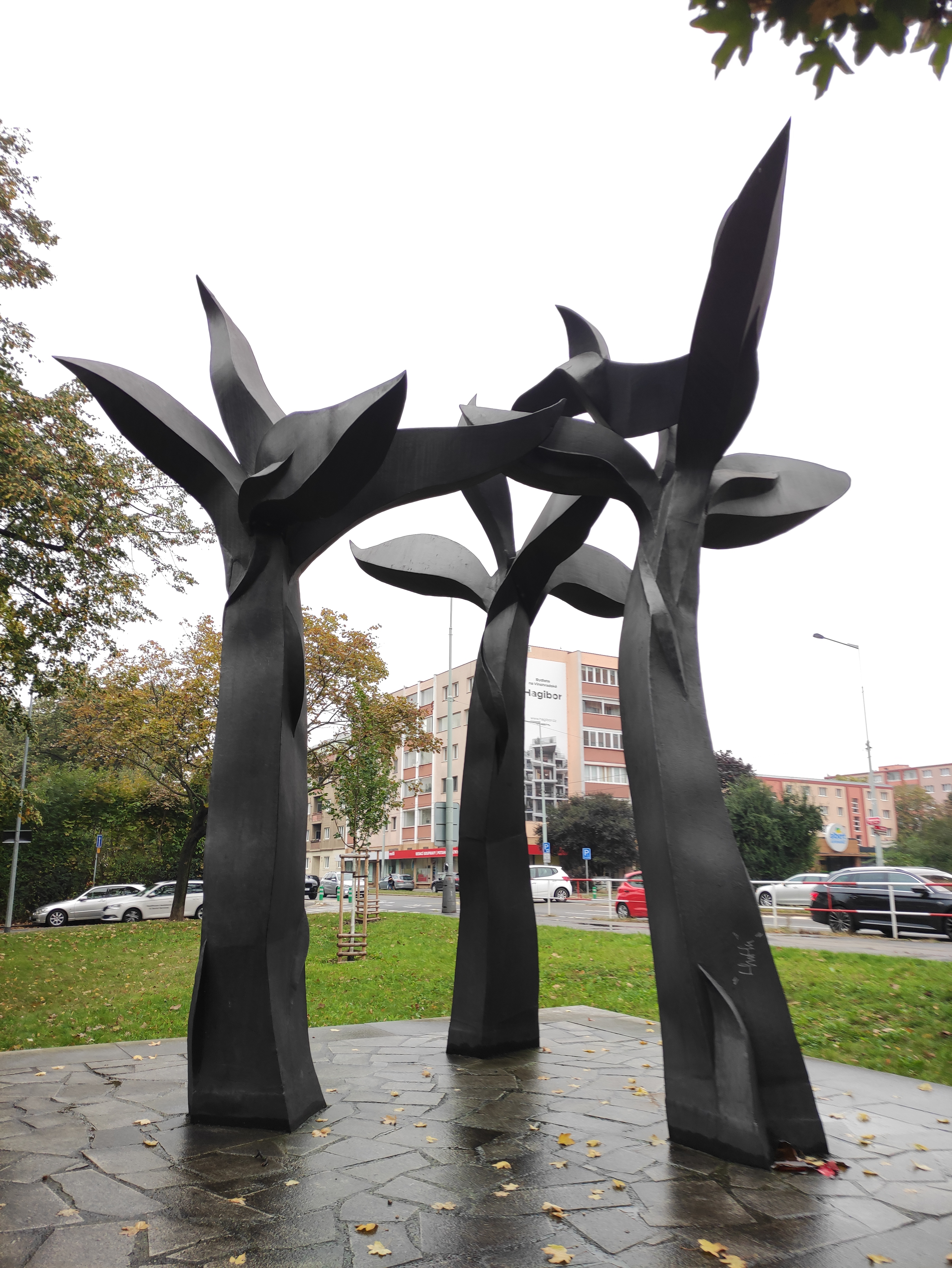
Celkový pohled na dílo
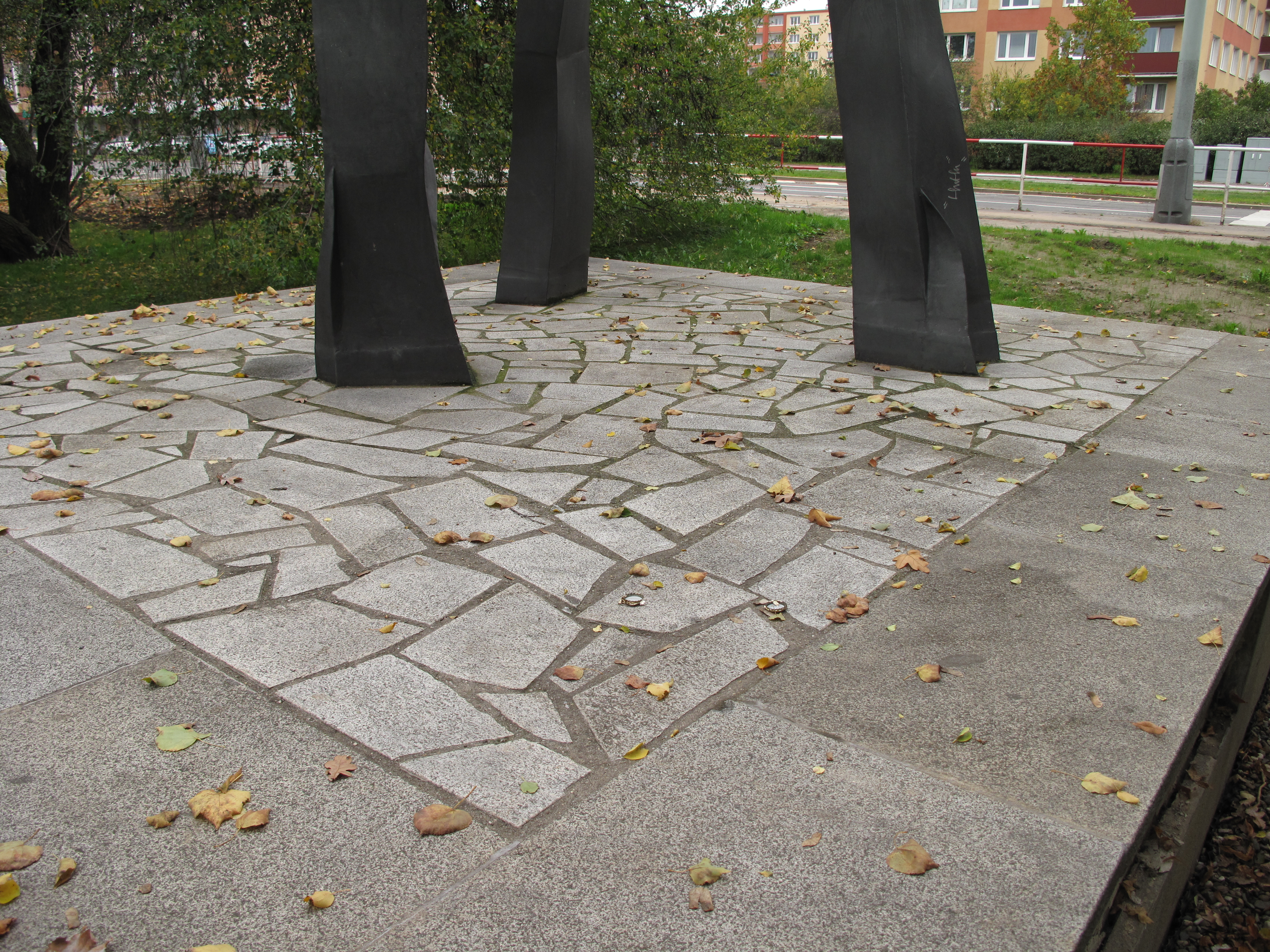
Detail ukotvení díla